# Inconsolata
 Inconsolata es una fuente monoespaciada de código abierto diseñado por Raph Levien y publicado bajo la licencia SIL Open Font License. Es una fuente monoespaciada humanista diseñada principalmente para listados de código fuente, emuladores de terminal y otros usos similares. Su diseño está influenciado por la fuente monoespaciada Consolas, diseñada por Lucas de Groot, la fuente proporcional Avenir y la clásica tipografía monoespaciada de IBM Letter Gothic. 
Inconsolata ha recibido críticas favorables de muchos desarrolladores que consideran que esta tipografía monoespaciada es muy clara y altamente legible. 
Inicialmente no tenía pesos en negrita, pero cuando se agregó la fuente Inconsolata a Google Fonts, se optimizó completamente y se agregó un peso en negrita.  
Dimosthenis Kaponis lanzó en el 2011 una versión helenizada (griega) de la fuente Inconsolata, que contiene soporte completo para caracteres del griego moderno monótono, como Inconsolata Hellenic, bajo la misma licencia.
Inconsolata-LGC es una extensión de la fuente Inconsolata Hellenic que incluye glifos en negrita, cursiva y cirílica.